# حيب آل حاتم

تعديل مصدري - تعديل

حيب آل حاتم هي إحدى قرى عزلة جيشان بمديرية جيشان التابعة لمحافظة أبين، بلغ تعداد سكانها 29 نسمة حسب تعداد اليمن لعام 2004.